# Acquariofilia

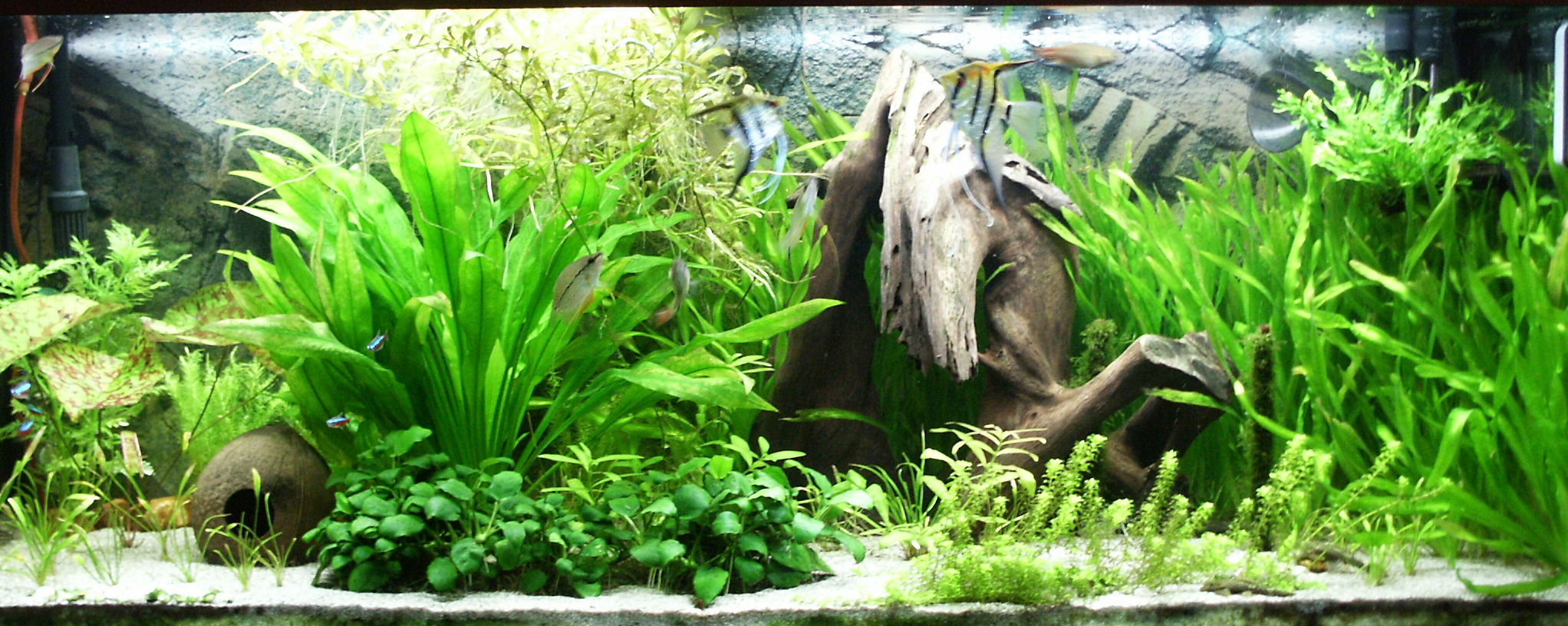
Un acquario casalingo di acqua dolce

L'acquariofilia è un hobby che consiste nell'allevare pesci, invertebrati e piante acquatiche in un acquario casalingo o in un laghetto da giardino.

## Tipi di acquariofilia
Gli acquari possono essere sommariamente divisi in tre categorie, l'acquario di acqua dolce, l'acquario marino e l'acquario di acqua salmastra.
- L'acquario di acqua dolce è di gran lunga il tipo più diffuso e anche i piccoli negozi di animali spesso vendono alcune specie d'acqua dolce come pesci rossi, Guppy o Scalare. Anche se la maggior parte degli acquari d'acqua dolce sono allestiti come acquari di comunità dove vengono allevati pesci di varie specie che possono convivere pacificamente, molti acquariofili scelgono di allevare una sola specie, spesso con il proposito di ottenerne la riproduzione. Tra i pesci più semplici da riprodurre in cattività ci sono i Guppy ed altri Poecelidi che non depongono uova ma partoriscono direttamente gli avannotti, ma gli acquariofili riescono a far riprodurre numerose altre specie, tra cui varie specie di Ciclidi, Siluriformi, Caracidi e Killifish.
- L'acquario marino è generalmente più difficile da gestire e mantenere e i pesci e gli invertebrati da introdurre sono significativamente più costosi rispetto a quelli d'acqua dolce; di conseguenza questo tipo d'acquario tende ad attrarre soprattutto gli acquariofili più esperti. Tuttavia gli acquari marini possono risultare straordinariamente belli da vedere, grazie alle vivaci forme e colori dei coralli e dei pesci originari delle barriere coralline che solitamente vi si allevano. Acquari marini di zone temperate come gli acquari mediterranei non sono molto diffusi nell'acquariofilia casalinga principalmente perché non si sviluppano bene alla temperatura ambiente delle abitazioni. Un acquario che contenga specie marine di acque fredde necessita quindi o di essere collocato in stanze molto fresche come cantine non riscaldate o raffreddati artificialmente con un refrigeratore.
- L'acquario di acqua salmastra combina insieme elementi dei due acquari precedentemente descritti, in quanto contiene acqua con un grado di salinità medio tra quello dell'acqua marina e quello di acqua dolce. I pesci che vengono allevati negli acquari di acqua salmastra provengono da habitat diversi che hanno un grado di salinità variabile, come le foreste di mangrovie e gli estuari dei fiumi e quindi non possono essere allevati costantemente in acqua dolce. Anche se gli acquari di acqua salmastra non sono molto conosciuti, in realtà un numero sorprendente di pesci abitualmente posti in commercio come pesci d'acqua dolce o marina in realtà preferirebbero un ambiente di questo tipo, tra i quali alcuni Pecilidi, diversi Gobidi, pesci palla e Scatofagidi e praticamente tutte le specie di Soleidi d'acqua dolce.

Le persone che allevano pesci sono noti con il nome di acquariofili perché il loro interesse non è rivolto soltanto ai pesci. Molti di loro allestiscono vasche in cui l'attenzione è concentrata sulle piante acquatiche piuttosto che sui pesci. Un acquario di questo tipo è conosciuto come acquario olandese, riferendosi al fatto che gli acquariofili nordeuropei furono tra i primi a progettare tali vasche. Uno dei più popolari acquariofili a dedicarsi a vasche incentrate sulle piante è il giapponese Takashi Amano. Gli acquariofili marini spesso cercano di riprodurre l'ambiente della barriera corallina servendosi di grosse quantità di rocce vive, ovvero pietre calcaree e porose ricoperte ed incrostate da alghe, spugne, vermi ed altri piccoli organismi marini. Più tardi, quando l'acquario è maturato, aggiungono altri invertebrati di dimensioni maggiori, gamberi, granchi, ricci e molluschi, oltre ad una certa varietà di piccoli pesci. Questo è il cosiddetto acquario di barriera.
I laghetti da giardino sono sotto certi aspetti simili agli acquari d'acqua dolce, ma di solito sono molto più grandi ed esposti alle stesse condizioni climatiche dell'ambiente in cui si trovano. Ai tropici è possibile allevare nei laghetti anche pesci tipici di quelle zone, ma nelle aree temperate in genere si allevano specie come il pesce rosso, la Carpa koi e altri Ciprinidi.

## Le origini dell'acquariofilia

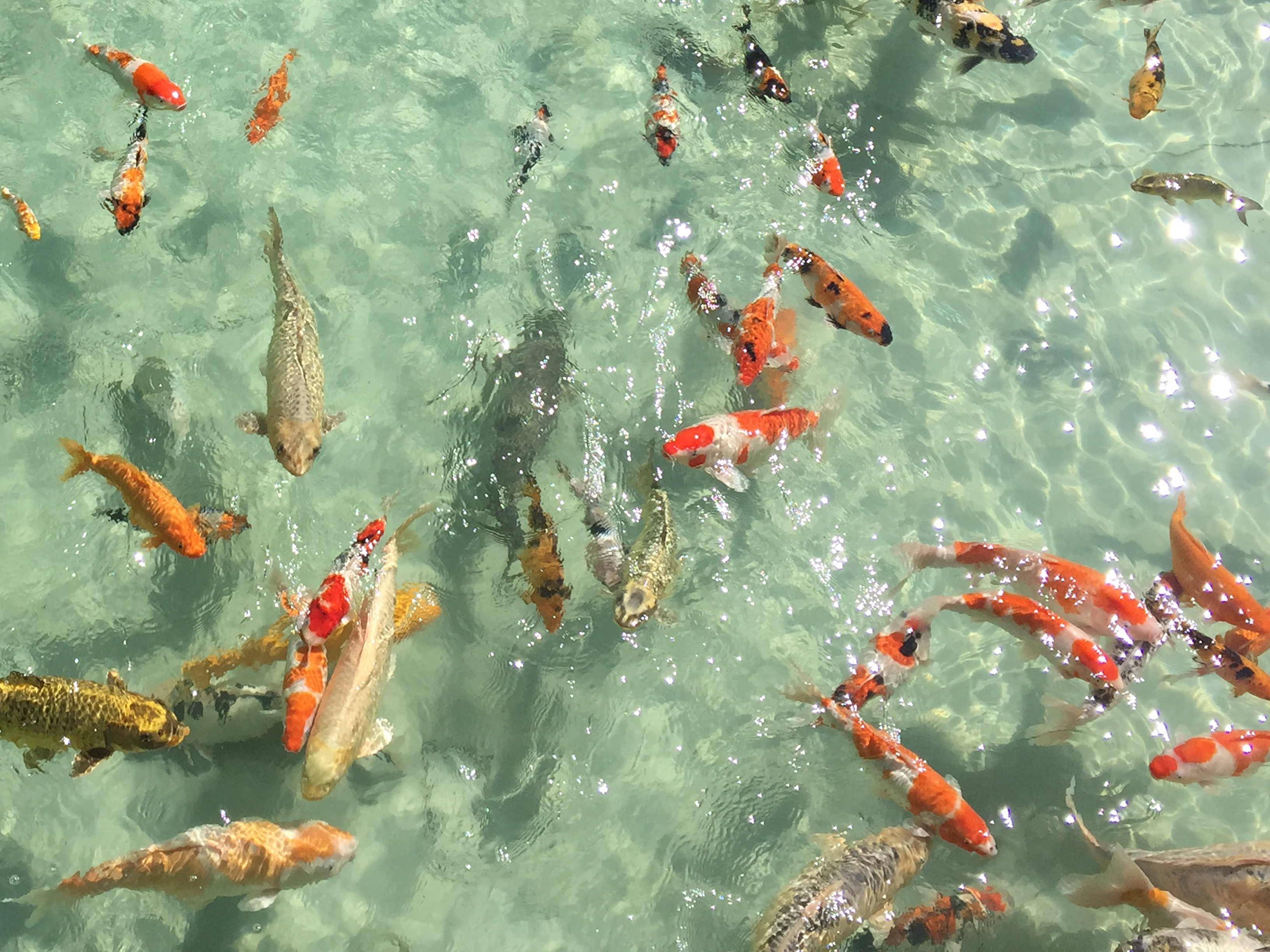
Carpe Koi (e pesci rossi) da secoli vengono allevati dentro a laghetti decorativi in Cina e Giappone.

L'allevamento di pesci in ambienti ristretti o artificiali è una pratica che affonda le proprie radici nella storia.
Per migliaia di anni i pesci sono stati allevati in vasche e stagni come fonte di cibo. Nell'Europa medievale le vasche per le carpe erano una presenza quasi fissa nelle tenute di campagna e nei monasteri, in quanto fornivano un'alternativa alla carne per i giorni festivi quando quest'ultima non poteva essere consumata per motivi religiosi. Allo stesso modo in tutta l'Asia era diffusa l'abitudine di popolare le risaie con pesci d'acqua dolce commestibili come pesci gatto e Ciprinidi vari. Gli antichi Sumeri erano noti per tenere in laghetti i pesci catturati prima di consumarli come pasto. Alcuni di questi pesci, grazie alla loro colorazione particolarmente vivace o al loro buon carattere a poco a poco iniziarono ad essere considerati più come animali da compagnia che come cibo e da alcune di esse hanno avuto con il tempo origine delle varietà del tutto domestiche e artificiali, come il pesce rosso e la carpa Koi, originarie della Cina e del Giappone rispettivamente.
Si ritiene che l'allevamento selettivo di questi animali sia iniziato più di 2.000 anni fa. Esistono dipinti che risalgono all'Antico Egitto che ritraggono l'allevamento dei pesci sacri di Ossirinco in vasche rettangolari all'interno del tempio. Anche in molte altre culture si sono allevati pesci sia per ragioni pratiche che per scopi decorativi. I Cinesi iniziarono ad allevare i pesci rossi all'interno della case durante la Dinastia Song, tenendoli in grandi recipienti di ceramica.
Allo stesso modo sono sempre stati apprezzati anche i pesci marini e molti facoltosi romani tenevano lamprede e altri pesci in vasche di acqua salata. Cicerone racconta che l'oratore Quinto Ortensio Ortalo pianse quando morì uno dei suoi esemplari preferiti, mentre Tertulliano riporta che un certo Asinio Celere spese 8.000 sesterzi per un cefalo vivo particolarmente grosso e bello. Cicerone, piuttosto sarcasticamente, parla di questi antichi acquariofili come dei Piscinarii, traducibile come gli alleva-pesci.

## La manutenzione dell'acquario

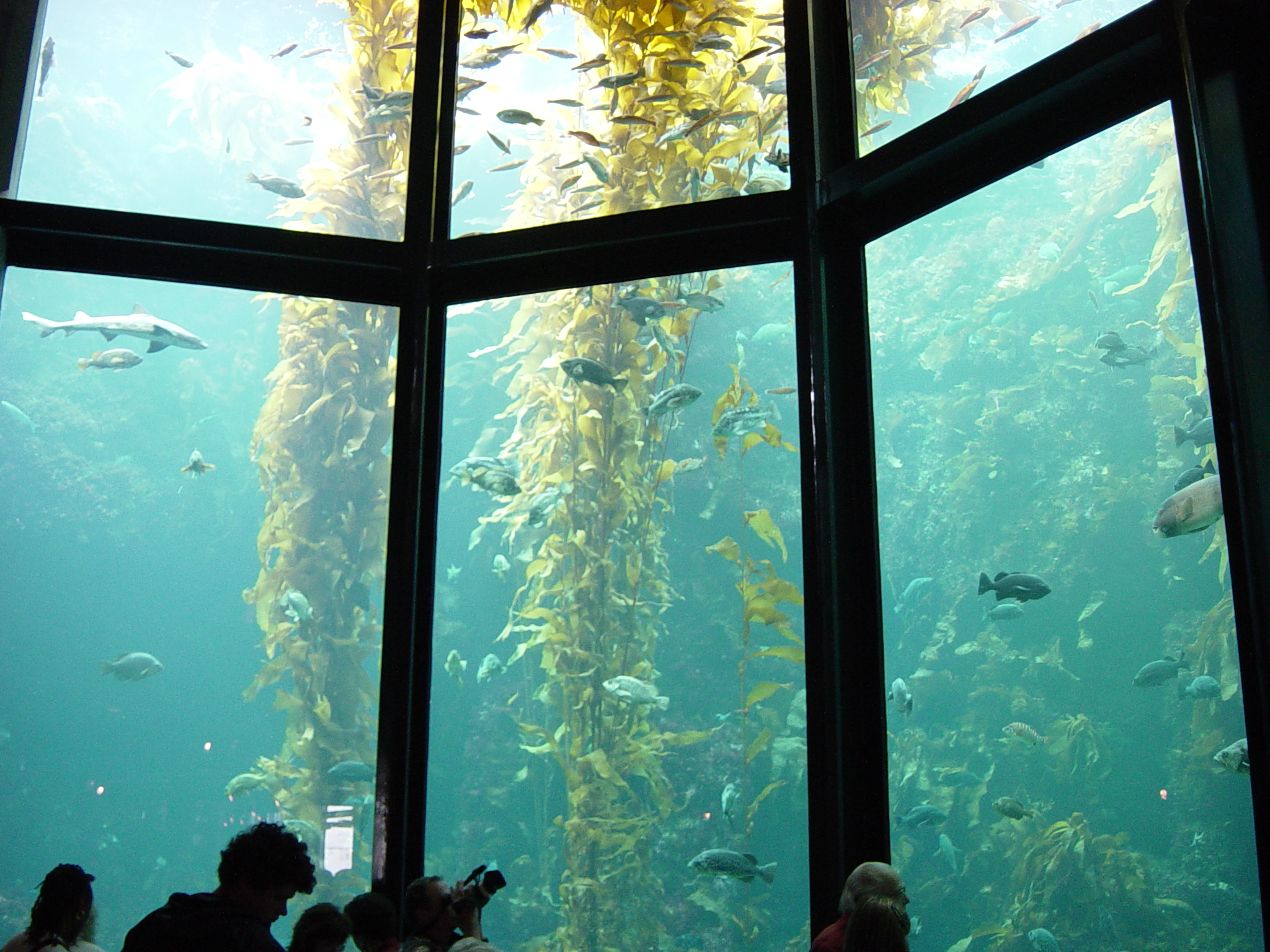
Un acquario da 1.300.000 litri al Monterey Bay Aquarium in California che riproduce l'ecosistema di una foresta di kelp.

L'acquario ideale tende a riprodurre l'equilibrio di un ecosistema naturale nello spazio delimitato della vasca. In pratica è virtualmente impossibile raggiungere l'equilibrio perfetto. Ad esempio, anche nel più grande degli acquari è quasi impossibile mantenere un corretto rapporto predatori - prede. Di conseguenza un acquariofilo deve intervenire dall'esterno per mantenere equilibrato l'ecosistema in miniatura della sua vasca.
L'approssimarsi ad un effettivo equilibrio è tanto più semplice quanto più sono grandi le dimensioni dell'acquario. Qualsiasi evento che disturbi il sistema allontana un acquario dal proprio equilibrio; più acqua una vasca contiene e più è semplice che lo shock di sistema venga assorbito, dal momento che gli effetti dell'evento si diluiscono maggiormente. Ad esempio, la morte di un solo pesce in un acquario di una decina di litri provoca drastici cambiamenti nel sistema, mentre la morte dello stesso pesce in una vasca di 400 litri che ospita anche molti altri animali rappresenta solo un evento minore per l'equilibrio dell'acquario. Per questa ragione gli acquariofili tendono, quando possono, a preferire vasche di una certa dimensione che consentono la realizzazione di sistemi più stabili e richiedono una minore manutenzione per il mantenimento dell'equilibrio
Sono diversi i cicli biogeochimici importanti per il benessere dell'acquario. L'ossigeno entra nel sistema dalla superficie dell'acqua oppure grazie all'intervento di una pompa di aerazione. L'acquario rilascia nell'aria anidride carbonica. Anche il ciclo dei fosfati ha la sua importanza, anche se talvolta viene sottovalutato. Anche zolfo, ferro e micronutrienti fanno parte del ciclo del sistema, entrando nella vasca sotto forma di cibo e uscendone come materiale di scarto. Una corretta gestione del ciclo dell'azoto, insieme ad un'adeguata alimentazione dei pesci è generalmente sufficiente a mantenere questi cicli delle sostanze nutritive approssimativamente in equilibrio.

### Le condizioni dell'acqua
Il contenuto soluto è forse l'aspetto più importante dei requisiti dell'acqua, dal momento che il complesso dei solidi disciolti e gli altri componenti possono avere un impatto notevole sulla composizione chimica dell'acqua e di conseguenza sul modo in cui i vari organismi riescono ad interagire con l'ambiente che da quell'acqua è composto. Il contenuto salino, o salinità, è un primo modo di classificare le condizioni dell'acqua. Un acquario può contenere:
- acqua dolce (salinità sotto lo 0.5‰), simulando un ambiente lacustre o fluviale.
- acqua salmastra (salinità tra 0.5‰ e 30‰), simulando ambienti delle zone di confine tra l'acqua dolce e salata come gli estuari.
- acqua marina (salinità tra il 30‰ e il 40‰) simulando un ambiente marino o oceanico.

Solo di rado vengono allestite vasche con concentrazione salina ancor maggiore per allevare organismi marini che la richiedono.
A seconda delle sostanze disciolte presenti nell'acqua questa assume varie altre caratteristiche, da tenere in considerazione per la corretta simulazione degli ambienti naturali. Il pH dell'acqua è la misura del grado di alcalinità o di acidità della stessa. L'acqua marina tipicamente è alcalina, mentre il pH dell'acqua dolce può essere molto variabile. La durezza dell'acqua dipende dalla quantità complessiva di minerali in essa disciolti: l'acqua con un elevato grado di durezza è in genere di tipo alcalino, mentre l'acqua cosiddetta tenera tende alla neutralità o all'acidità. Anche il contenuto di materiale organico presente nell'acqua e i gas disciolti hanno una certa importanza per definire le caratteristiche dell'acqua e quindi per la gestione di un acquario.
In genere gli acquariofili riempiono le proprie vasche con acqua di rubinetto fornita dal loro distributore locale. A causa però della presenza del cloro usato per disinfettare l'acqua potabile destinata al consumo umano, l'acqua di rubinetto non può essere versata direttamente nell'acquario. In passato era sufficiente "condizionare" l'acqua lasciandola per un paio di giorni in bacinelle o altri contenitori aperti in modo che il cloro avesse il tempo di dissolversi nell'aria. Oggi invece, per disinfettare l'acqua di rubinetto si usano sempre più frequentemente le clorammine, che hanno la caratteristica di essere più stabili e non si separano dall'acqua celermente come il cloro. Si rende quindi necessario l'impiego di additivi specifici per rimuovere cloro e clorammine dall'acqua destinata agli acquari, detti biocondizionatori. Gli acquari di acqua salmastra o marina richiedono inoltre l'aggiunta di un composto di sali e altri minerali, disponibili in commercio nei negozi specializzati.
Gli acquariofili più esperti sono in grado di modificare l'acqua anche in altri modi, variandone l'alcalinità, la durezza o il contenuto organico e gassoso, prima di introdurla nelle loro vasche. Queste operazioni si possono mettere in atto grazie ad una varietà di additivi, come ad esempio il bicarbonato di sodio per innalzare il pH. Altri ancora filtrano o purificano l'acqua, sempre prima di aggiungerla all'acquario. per fare questa operazione esistono due procedimenti: la demineralizzazione e il processo di osmosi inversa. I grandi acquari pubblici, che hanno bisogno di grandi quantità d'acqua, tendono invece ad essere costruiti nei pressi di fonti naturali come fiumi, laghi e oceani per aver facile accesso ad acqua che non richieda ulteriori trattamenti.
La temperatura dell'acqua rappresenta il riferimento per una delle due classificazioni più classiche degli acquari: acquari tropicali e acquari di acqua temperata. La maggior parte dei pesci e delle piante tollera solo limitate variazione della temperatura dell'acqua: gli acquari tropicali, con una temperatura media di circa 25º sono i più diffusi. Gli acquari di acqua temperata sono invece quelli con una temperatura inferiore a quella necessaria per essere considerati tropicali. Ancor più importante della temperatura in sé è la sua stabilità; la maggior parte degli organismi non sono abituati a variazioni improvvise di temperatura, che possono provocare loro degli shock, farli ammalare e portarli addirittura alla morte. Negli acquari la temperatura dell'acqua viene tenuta sotto controllo grazie all'azione combinata di termometri e riscaldatori (più raramente di sistemi refrigeranti).
Anche il movimento dell'acqua può essere importante per simulare con successo un ecosistema naturale. generalmente il flusso e il movimento dell'acqua viene reso grazie all'azione delle pompe di filtraggio e di aerazione.

### Il ciclo dell'azoto

Il ciclo dell'azoto in un acquario.

La corretta gestione dei rifiuti organici prodotti dagli abitanti della vasca è una delle preoccupazioni principali dell'acquariofilo. Pesci, invertebrati, funghi ed alcuni batteri, producono scarti azotati sotto forma di ammoniaca (che in acqua acida si trasforma in ammonio) e che devono quindi essere riciclati grazie al ciclo dell'azoto. L'ammoniaca viene prodotta anche dalla decomposizione di piante e di scarti di origine animale, come le feci e altro. Se raggiungono elevate concentrazioni i rifiuti azotati diventano tossici per i pesci e gli altri abitanti dell'acquario.

#### Il processo
Una vasca ben equilibrata contiene i microorganismi capaci di metabolizzare gli scarti degli altri abitanti dell'acquario. Questi rifiuti negli acquari vengono metabolizzati da un tipo di batteri, conosciuti come nitrificatori, del genere Nitrosomonas. I batteri nitrificatori catturano l'ammoniaca dall'acqua e la metabolizzano producendo nitriti. Anche i nitriti in elevate concentrazioni risultano però altamente tossici per i pesci. Un altro genere di batteri, i Nitrospira, trasformano i nitriti in nitrati, una sostanza meno pericolosa per gli abitanti dell'acquario. In passato si credeva che questo ruolo fosse svolto dai batteri Nitrobacter, che continuano ad essere in commercio sotto forma di kit di partenza per avviare il ciclo dell'azoto in acquario. Anche se però teoricamente i Nitrobacter potrebbero occupare la stessa nicchia biologica dei Nitrospira, recentemente si è scoperto che in acquari ben avviati non sono presenti in quantità significative, mentre sono abbondanti i Nitrospira.
Oltre ai batteri anche le piante acquatiche eliminano rifiuti azotati metabolizzando ammoniaca e nitrati, rimuovendoli dall'acqua e impiegandoli per aumentare la propria biomassa. Tuttavia l'eliminazione è solo temporanea in quanto le piante restituiscono l'azoto all'acqua quando le foglie vecchie muoiono e si decompongono.

#### Il mantenimento del ciclo dell'azoto
Anche se per semplicità gli appassionati chiamano il processo in precedenza descritto ciclo dell'azoto, in realtà questo è solo una parte del vero ciclo: l'azoto viene infatti aggiunto al sistema dall'esterno (solitamente tramite il cibo che viene fornito agli abitanti della vasca) e i nitrati si accumulano nell'acqua alla fine del processo o vanno a far parte della biomassa delle piante. Questo accumulo di nitrati negli acquari domestici richiede che l'acquariofilo sostituisca l'acqua quando è troppo ricca di nitrati oppure rimuova parte delle piante che se ne sono servite.
Gli acquari domestici, in condizioni normali, spesso non hanno una popolazione di batteri sufficiente a trattare tutto l'azoto prodotto dai rifiuti dei loro abitanti. la soluzione del problema è spesso affidata a due sistemi di filtraggio: i filtri a carbone attivo assorbono dall'acqua i composti dell'azoto e altre tossine, mentre i filtri biologici ospitano dei materiali appositamente progettati per favorire l'insediamento degli utili batteri. Il carbone attivo e gli altri materiali, come resine che assorbono ammoniaca, smette di funzionare quando le sue porosità sono piene e deve essere quindi sostituito con regolarità.
Gli acquari di nuovo allestimento spesso presentano problemi legati al ciclo dell'azoto, dovuti alla scarsità di batteri presenti, noti con il nomignolo di "Sindrome della vasca nuova". Di conseguenza, le nuove vasche devono essere lasciate per un certo periodo a "maturare" prima di immettervi i pesci. Esistono fondamentalmente tre tipi di approccio da parte degli acquariofili per questo problema: il ciclo senza pesci, il ciclo silenzioso e la crescita lenta.
Nel ciclo senza pesci non vengono immessi pesci nella vasca, mentre invece si aggiungono piccoli quantitativi di ammoniaca alla vasca per nutrire i batteri che si vuole far insediare. Durante il processo si monitorano le concentrazioni di ammoniaca, nitriti e nitrati per controllare i progressi fatti fino al raggiungimento della situazione desiderata.
Il ciclo silenzioso consiste essenzialmente nel popolare la vasca di piante a crescita rapida, contando su di loro per assorbire l'azoto finché la popolazione batterica si sviluppa.
La crescita lenta, che è il metodo più usato, consiste nello scaglionare l'immissione di pesci della vasca in un periodo di 6 - 8 settimane, concedendo così alle colonie di batteri il tempo di crescere e stabilizzarsi prima di iniziare a riciclare le deiezioni dei pesci.
La maggiore concentrazione batterica in un acquario si trova all'interno del filtro; un filtraggio efficiente è essenziale per il funzionamento della vasca. Talvolta una pulizia del filtro troppo invasiva può disturbare seriamente l'equilibrio biologico di un acquario. La soluzione migliore per eliminare l'eccesso di materiale organico è quindi sciacquare gli elementi meccanici del filtro in una bacinella servendosi dell'acqua dell'acquario, preservando in questo modo la popolazione batterica. Un'altra soluzione può essere quella di pulire solo metà del materiale alla volta.

### Il carico biologico

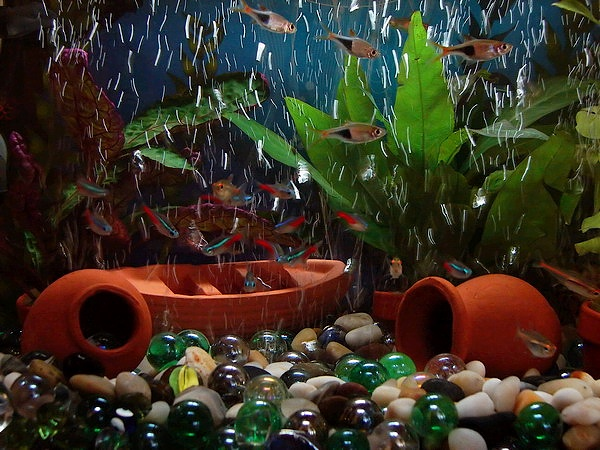
Un piccolo acquario di soli 19 litri di capacità.

Con carico biologico si intende la misura dello sforzo a cui gli abitanti di un acquario sottopongono il suo ecosistema per accoglierli. Vasche con un carico biologico elevato sono acquari con un equilibrio complicato da raggiungere che può essere facilmente alterato.

#### Calcolare la capacità biologica di un acquario
Un acquario può ospitare un determinato numero massimo di pesci
Tra i fattori da tenere in considerazione per determinarlo c'è la disponibilità di ossigeno nell'acqua e la velocità con cui il filtro è in grado di trattare i materiali di scarto riuscendo a garantire un corretto ciclo dell' azoto. l metodo migliore per determinare la capacità dell'acquario è procedere ad aggiungere i pesci con calma, poiché ogni pesce ha le sue esigenze di spazio, controllando ogni volta la qualità dell'acqua, procedendo essenzialmente per tentativi correggendo gli errori e diffidando dalle dicerie sul litraggio in base al solo numero di pesci (4 litri per pesce ecc.)

#### Fattori che influiscono sulla capacità biologica
Anche se il metodo convenzionale di calcolo della capacità di sopportazione di carico biologico da parte di una vasca si basa semplicemente sul rapporto tra la sua capacità e la lunghezza dei pesci, esistono altre variabili da tenere in considerazione. Una di questa è la differenza tra pesce e pesce. I pesci di minori dimensioni consumano più ossigeno per grammo di peso corporeo rispetto ai pesci più grandi. Gli Anabantidi, avendo la capacità di respirare ossigeno direttamente dall'atmosfera, richiedono una superficie della vasca maggiore, inoltre alcuni di questi pesci sono territoriali e non apprezzano l'affollamento. I barbi, per fare un altro esempio, pesci molto vivaci e attivi, a parità di dimensioni hanno bisogno di più spazio rispetto ai più tranquilli Tetra. Sono indicati col termine di hardy fish quelle variata' di pesci che hanno sviluppato una buona resistenza alle variabili ambientali.
Lo scambio di ossigeno tra aria e acqua sulla superficie è molto importante e di conseguenza lo è la superficie dell'acquario. Alcuni acquariofili arrivano a sostenere che un acquario profondo e con un maggior volume d'acqua non può contenere più pesci di quanti ne tenga uno meno profondo ma con la stessa superficie. La capacità può essere incrementata dal movimento della superficie e dalla circolazione dell'acqua, oltre che con un'aerazione artificiale, che non solo può migliorare lo scambio dell'ossigeno ma facilita anche la decomposizione dei materiali di scarto.
Anche la presenza di materiali di scarto rappresenta una delle variabili in gioco. La decomposizione è un processo che consuma ossigeno, quindi quanto più materiale che va in decomposizione c'è minore è la quantità di ossigeno a disposizione. L'ossigeno si scioglie meno facilmente con l'aumentare della temperatura; si tratta per l'acquariofilo di una lama a doppio taglio, perché l'innalzarsi della temperatura rende più attivi i pesci che a loro volta quindi consumano più ossigeno. Lo stress del sistema dovuto ai cambiamenti di temperatura è un problema maggiore negli acquari di acqua temperata, in quanto la temperatura può alzarsi improvvisamente nelle giornate più calde.
Di fondamentale importanza però è il filtro. Un buon filtro di moderna concezione dovrebbe essere in grado di eliminare virtualmente tutte le sostanze inquinanti disciolte nell'acqua e tutto il particellato organico sospeso. Questo risultato viene realizzato mediante cinque azioni fondamentali: filtraggio meccanico (particellato in sospensione), biologico aerobico (nitrificazione ed eliminazione di ammoniaca e nitriti), filtraggio biologico anaerobico (eliminazione nitriti, fosfati ed altri inquinanti ossidati), adsorbente mediante carboni o zeoliti (eliminazione coloranti e varie sostanze organiche anche aromatiche), chimica mediante resine (eliminazione selettiva di soluti polari). Utilizzando un filtro di elevate performance si riesce a ridurre la necessità di cambi d'acqua garantendo nel contempo condizioni ideali e stabili di vita a fauna e flora ospitata (Zupo, 2011).

## L'industria dell'acquariofilia
L'hobby dell'acquariofilia rappresenta un'industria che fattura complessivamente molti milioni di euro: gli Stati Uniti rappresentano il mercato più importante, seguiti dall'Europa e dal Giappone.
Quasi l'80% dei pesci ornamentali d'importazione proviene dal Sud-est asiatico e dal Giappone. Le prime cinque nazioni esportatrici sono Singapore, Thailandia, Filippine, Hong Kong e Indonesia. Il Sudamerica è la seconda regione di provenienza dai pesci ed esporta per il 14% annuo complessivo del mercato. I principali paesi produttori della zona sono Colombia, Brasile e Perù. Il resto dei pesci ornamentali d'importazione proviene dalle restanti regioni del mondo.
Un tempo i pesci e le piante da acquario venivano raccolti nei loro habitat naturali e trasportati (in genere via nave) verso i porti statunitensi ed europei. Il commercio di pesci, piante ed invertebrati catturati in natura continua tuttora e in diversi paesi in via di sviluppo la cattura delle specie da acquario, soprattutto quelli la cui riproduzione in cattività non è ancora stata ottenuta, rappresenta la principale fonte di reddito per gli abitanti di alcune zone.

## La riproduzione dei pesci

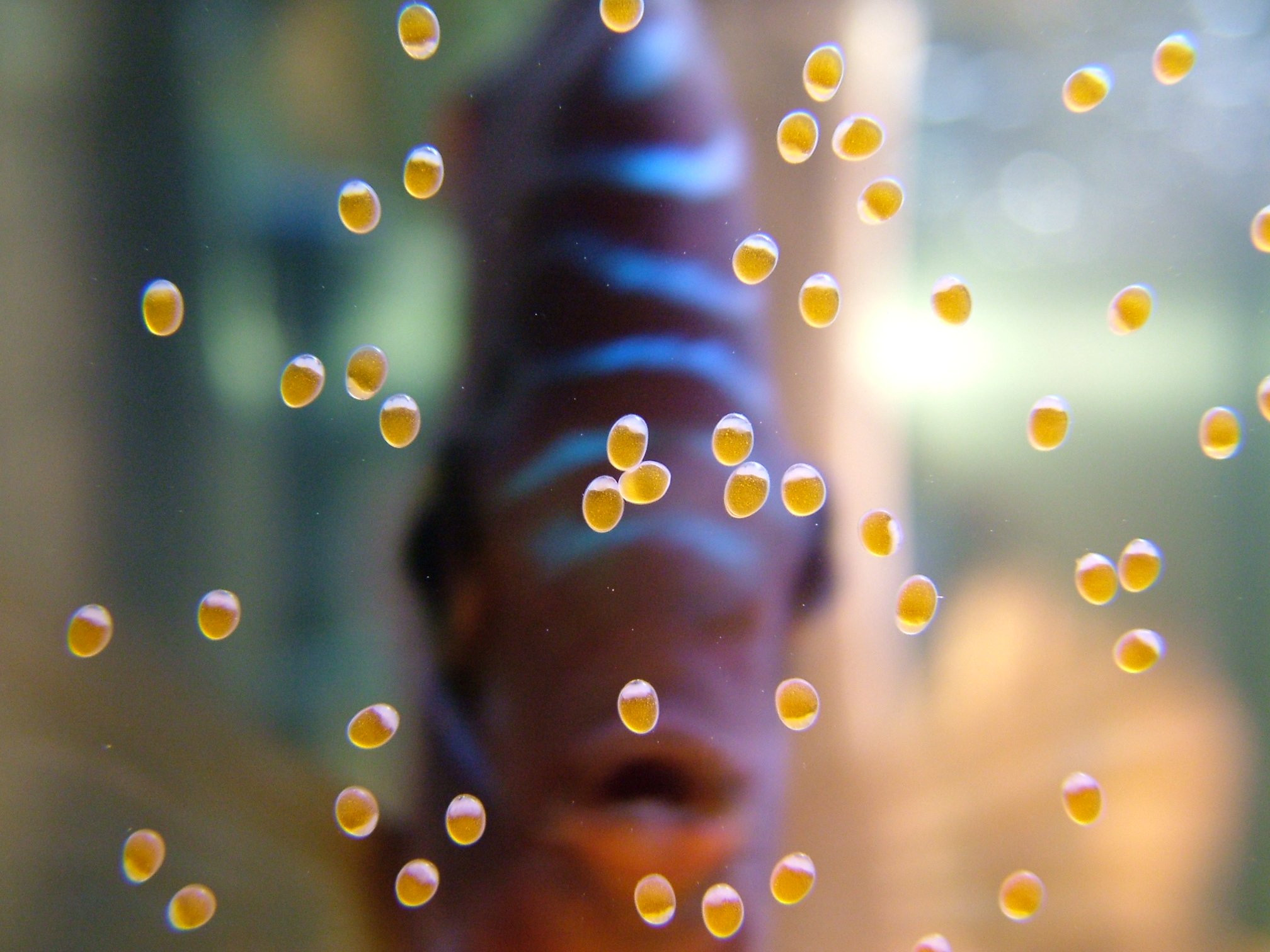
Un Discus mentre sorveglia le proprie uova.

La riproduzione in acquario dei pesci rappresenta per molti acquariofili una sfida ricca di attrattive. Anche se alcune specie si riproducono tranquillamente anche in vasche di comunità, la maggior parte richiede condizioni particolari per riprodursi. La maggior parte dei pesci depone uova, gli avannotti che ne escono sono molto piccoli e necessitano di cibo vivo di piccolissime dimensioni o di adeguati sostituti. Un certo numero di pesci da acquario sono invece ovovivipari e partoriscono un certo numero di piccoli di dimensioni maggiori che in genere sono già in grado di nutrirsi di mangimi artificiali.

## Il benessere degli animali
Un acquario correttamente gestito e mantenuto permette ad alcune specie di pesci di riprodursi con successo anche in cattività e in generale garantisce agli animali una durata di vita paragonabile a quella che avrebbero in natura.  Gli acquariofili inesperti spesso inseriscono nelle proprie vasche troppi pesci, o li introducono in un nuovo acquario non ancora condizionato, con il risultato che la maggior parte degli animali inseriti si ammala e muore. Per questo l'acquariofilia gode di una cattiva fama presso alcuni gruppi di animalisti come la PETA, i quali sostengono che i pesci da acquario siano trattati come una sorta di giocattolo a buon mercato e semplicemente rimpiazzati quando muoiono, in particolare secondo il loro giudizio i pesci rossi e i pesci combattenti vengono spesso tenuti in recipienti o acquari davvero troppo piccoli in rapporto ai loro bisogni.
In Italia la pressione animalista ha convinto molte amministrazioni pubbliche, a diversi livelli, a emanare norme con indicazioni o obblighi da seguire sul mantenimento dei pesci, fra queste, l'unica contenente indicazioni scritte facendo riferimento ad una consulenza di biologici e veterinari è quella della Regione Emilia-Romagna, che riguardo alla densità di popolazione riporta: "indicativamente si può indicare la seguente regola di massima: per ogni cm di lunghezza (dalla bocca fino al termine della pinna caudale) delle specie di pesci che da adulti non raggiungono i 5 cm si deve calcolare almeno 1 litro d’acqua/cm; per ogni cm di lunghezza delle specie di pesci che da adulti superano i 5 cm si devono calcolare almeno 2 litri d’acqua/cm; in ogni caso la lunghezza massima di una specie non deve superare il 10% della lunghezza della vasca in cui viene ospitata".
Allo stesso modo viene anche criticata la tradizione, diffusa in fiere e luna park di tutto il mondo, di premiare con un pesce rosso i vincitori di giochi di abilità, la campagna contro tale pratica ha portato a dichiararla illegale in Gran Bretagna nel 2004 ed anche in Italia è stata vietata da alcuni regolamenti comunali e regionali.